# エドゥアルト・マルクスゼン
エドゥアルト・マルクスゼン（マルクセン、Eduard Marxsen [ˈeːdu̯art ˈmarksn̩] 1806年7月23日 - 1887年11月18日）は、ドイツのピアニスト、作曲家、教育者。

## 生涯
マルクスゼンはニーンシュテッテンに生まれた。父はオルガニストのデートレフ・ヨハン・マルクスゼン、母はゾフィア・エレオノーラ・ヨハンナ・ミヒェルス（ミヒェルゼン）であった。マルクスゼンが初めて正式な音楽教育を受けたのは19歳の時で、指導を行ったのはハンブルクの作曲家、音楽教師だったヨハン・ヘルマン・クラージングであった。1830年からはウィーンへと移り、イグナーツ・フォン・ザイフリート、ジーモン・ゼヒター、カール・マリア・フォン・ボックレトらに師事した。1837年から1852年にかけてはハンブルクで音楽教師として働き、1830年から1854年まではゲオルク・マルクスゼンと共に同地の音楽教育機関の長も務めいていた。1834年11月18日、ウィーンから戻ったマルクスゼンはハンブルクで初めての演奏会を開催した。1842年には同年に発生した大火災によって援助を必要としていたハンブルク市のために北ドイツ音楽協会の委員となった。1855年から1887年にかけてはアルトナで音楽教師として活動し、門下からはフェルディナント・ティエリオやヨハネス・ブラームスらが輩出した。ブラームスはピアノ協奏曲第2番をマルクスゼンに献呈している。アルトナでは歌曲の会を創設、主宰し、ハンブルク作曲家協会では名誉会員に選ばれた。マルクスゼンは生涯未婚でアルトナに没した。
作曲家としては複数の交響曲、序曲、男声合唱曲、オペレッタを1曲（『The Forsthaus』）、室内楽曲、ピアノ曲、多数のピアノ伴奏付き歌曲を遺している。作品数は70を超え、中でも管弦楽曲『ベートーヴェンの影』（Beethovens Schatten）は幾度も演奏された。

## 主要作品

### 管弦楽曲
マルクスゼンの管弦楽作品はいずれも未出版のままとなっている。作品の手稿譜はウィーン楽友協会の文書保管庫、ハンブルク州立・大学図書館、サンクトペテルブルクのロシア国立図書館から発見されている。
- 序曲 変ロ長調 （1834年初演 ハンブルク）
- 性格的交響詩『ベートーヴェンの影』 （1835年初演 ハンブルク）
- 大交響曲 ハ短調 (1837年全曲初演 ハンブルク）
- 大交響曲 （イ長調） （ベートーヴェンのヴァイオリンソナタ 作品47に基づく） （1835年初演 ハンブルク）
- ロメオとジュリエットへの序曲 （1837年初演 ハンブルク）
- 大交響曲 イ短調 （シューベルトのピアノソナタ D845に基づく）
- 大交響曲 イ長調
- 大交響曲 ト短調 （1845年初演 ハンブルク）
- フェードル序曲 （1845年初演 ハンブルク）
- フェードルへの序曲
- 大オーケストラのための交響詩 ヘ短調
- シェイクスピアの悲劇『オセロ』への序曲
- Der trauernde Rabbi

### 鍵盤楽曲
- 民謡『Danzetta popolare di Lapponia』によるピアノのための100の変容 ブラームスに献呈
- 練習曲集 作品4/1